# Jadwiga Jałowiec
Jadwiga Jałowiec (ur. 25 czerwca 1941 w Złotopolu, zm. 3 maja 2003) – polska nauczycielka, działaczka społeczna, autorka wielu zbiorów wierszy dla dzieci i młodzieży. Patronka Gimnazjum Prywatnego nr 1 w Lipnie. W latach 1985–1991 członek rady redakcyjnej Świerszczyka. Została pochowana w Nowej Wsi niedaleko Olsztyna.